# Berteștii de Sus, Brăila
Berteștii de Sus este un sat în comuna Berteștii de Jos din județul Brăila, Muntenia, România. Acest sat datează de prin anii 1719-1730.
La inceput acest sat se afla așezat pe ambele maluri ale pârâului Călmățui către revarsarea lui în apa Gârlutei. Din cauza acestei așezări adică la revarsarea râului i s-a dat numele de Gura Călmățuiului.
Locuitorii acestui sat erau târlași pe mosia Văcăreștilor. Din cauza inundațiilor prea dese cauzate de revărsarea Dunării, locuitorii din stânga pârâului au fost nevoiți să se mute în dreapta lui, unde terenul era mai ridicat și deci ferit de inundații.
Această mutare s-a făcut în anul 1858. Ocupația lor era lucrarea pământului pe moșia boierească și creșterea oilor șii a vitelor cornute.
Primele familii care au pus temelia acestui sat au fost Andrei Boinegri, Costache Cucu, Stan Fălcuță, Radu Dan, Bucațicp Ion, Oncioiu Lazăr, Bălan Neagu, Oncioiu Mihai, Gheorghe Purice.
Aici i-au găsit improprietărirea din 1864, unde au si fost improprietăriți.Acest sat împreună cu Bertești de Sus și cu satele din dreapta Dunării: Strâmba, Nedeicu, Niculești și Stoenești au format o comuna cu denumirea de Bertești de Sus până în anul 1913.
Din acest an toate aceste sate au trecut la comuna Mihai Bravu, comuna situată la 5 km. de fosta comuna Bertești de Sus. Aceasta alipire a fost până în anul 1925, când, prin dezlipirea de com. Mihai Bravu deși era din nou comuna dar numai cu satele Bertești de Sus și Gura Călmătuiului, celalalte au trecut la com. Mărășu.
În anul 1926 satul Gura Călmățuiului devine comună de sine stătătoare până la 1 iunie 1939, când se unește cu satul Bertești de Sus, formând o singură comună cu reședința la Gura Călmățuiului și denumirea de COMUNA GURA CĂLMĂȚUIULUI.
Satul BERTEȘTI DE SUS zis și OTMAT, dacă luăm ca bază marea majoritate a cetățenilor care au format și în special populat acest sat, datează tot de prin anii 1719-1730, iar dacă ținem socoteală de locul unde este astăzi așezat, el a luat ființă în anul 1928-1929.
Locuitorii care au format acest sat, la inceput au fost așezati pe malul stâng al Dunării în dreptul punctului „OTMAT” (vârtej de apă), de unde i s-a și dat denumirea satului, iar locuitorii „otmeteni”.
Locuitorii acestui sat erau târlași clacași pe moșia boerilor Văcărești, ocupația lor era lucrarea pământului pe moșia boereasca și creșterea vitelor în special a oilor.
Dupa eliberarea Brăilei și distrugerea Cetății, cam dupa anul 1828 în urma păcii de la Adrianopole hotarul dintre Taroi și Muntenia se stabilețte prin mijlocul fluviului Dunărea.
Pentru o mai buna pază a locuitorilor din acest sat cât și a avutului lor, autoritățile locului hotărăsc mutarea acestor locuitori mai aproape de conacul boeresc și de terenul de munca.
Acești locuitori prin mutarea lor nu șsi-au schimbat denumirea satului, ci și l-au păstrat iar ei se numeau „TÂRLAȘI din OTMAT”.
Am afirmat mai sus că după loc,satul datează din anul 1828-29 și cu numele de Bertești de Sus.
I s-a dat acest nume dupa locul „BERTEASCA”, loc ce se întindea prin dreptul satului Bertești de jos și pânăa îin fața satului nou înființat prin venirea locuitorilor din satul „OTMAT”.
Numele Bertești de Sus i s-a dat din douăa motive: În primul rând că se afla în capătul de sus al locului, luat după poziția fluviului Dunărea care loc este paralel cu cursul fluviului; și în al doilea rând ca se află în susul Dunării față de satul Bertești de Jos, adică spre izvorul Dunării, către vărsarea ei. Pentru a face distincție între aceste sate, i s-a dat denumirea de „BERTEȘTI DE SUS”.
Primele familii venite în acest sat în urma ordinului dat locuitorilor vechiului sat („OTMAT”) pentru mutare au fost : Frații Dumitrescu, Cerchia, Teodor, Decu, Corneanu.
Împroprietărirea din 1864 i-au găsit aici pe locuitorii strămutati din fostul sat „OTMAT”, unde au și fost împroprietăriți cu pământ arabil și vatra de casă.